# Kiester
Kiester é uma cidade localizada no estado americano de Minnesota, no Condado de Faribault.

## Demografia
Segundo o censo americano de 2000, a sua população era de 540 habitantes.
Em 2006, foi estimada uma população de 500, um decréscimo de 40 (-7.4%).

## Geografia
De acordo com o United States Census Bureau tem uma área de
1,1 km², dos quais 1,1 km² cobertos por terra e 0,0 km² cobertos por água. Kiester localiza-se a aproximadamente 384 m acima do nível do mar.

## Localidades na vizinhança
O diagrama seguinte representa as localidades num raio de 20 km ao redor de Kiester.